# Bistum Créteil
Das Bistum Créteil (lateinisch Dioecesis Christoliensis, französisch Diocèse de Créteil) ist eine in Frankreich gelegene römisch-katholische Diözese mit Sitz in Créteil.

## Geschichte
Es wurde am 9. Oktober 1966 als Bistum begründet und gehört als Suffraganbistum dem Erzbistum Paris an. Das 245 km² große Bistum wurde aus Gebieten des Erzbistums Paris und des Bistums Versailles zusammengefügt.
Bischofskirche ist die Kathedrale Notre-Dame de Créteil. In den Jahren 1966 bis 1987 diente die ehemalige Schlosskirche von Choisy-le-Roi als Bischofskirche. Ein erster Bau in Créteil aus den 1970er Jahren wurde durch einen am 15. September 2015 eingeweihten Neubau ersetzt.

## Bischöfe
- Robert Marie-Joseph de Provenchères (1966–1981)
- François Victor Marie Frétellière PSS (1981–1997)
- Daniel Labille (1998–2007)
- Michel Santier (2007–2021)
- Dominique Blanchet (seit 2021)

## Persönlichkeiten
- Madeleine Delbrêl (1904–1964), Schriftstellerin und Mystikerin

## Weblinks

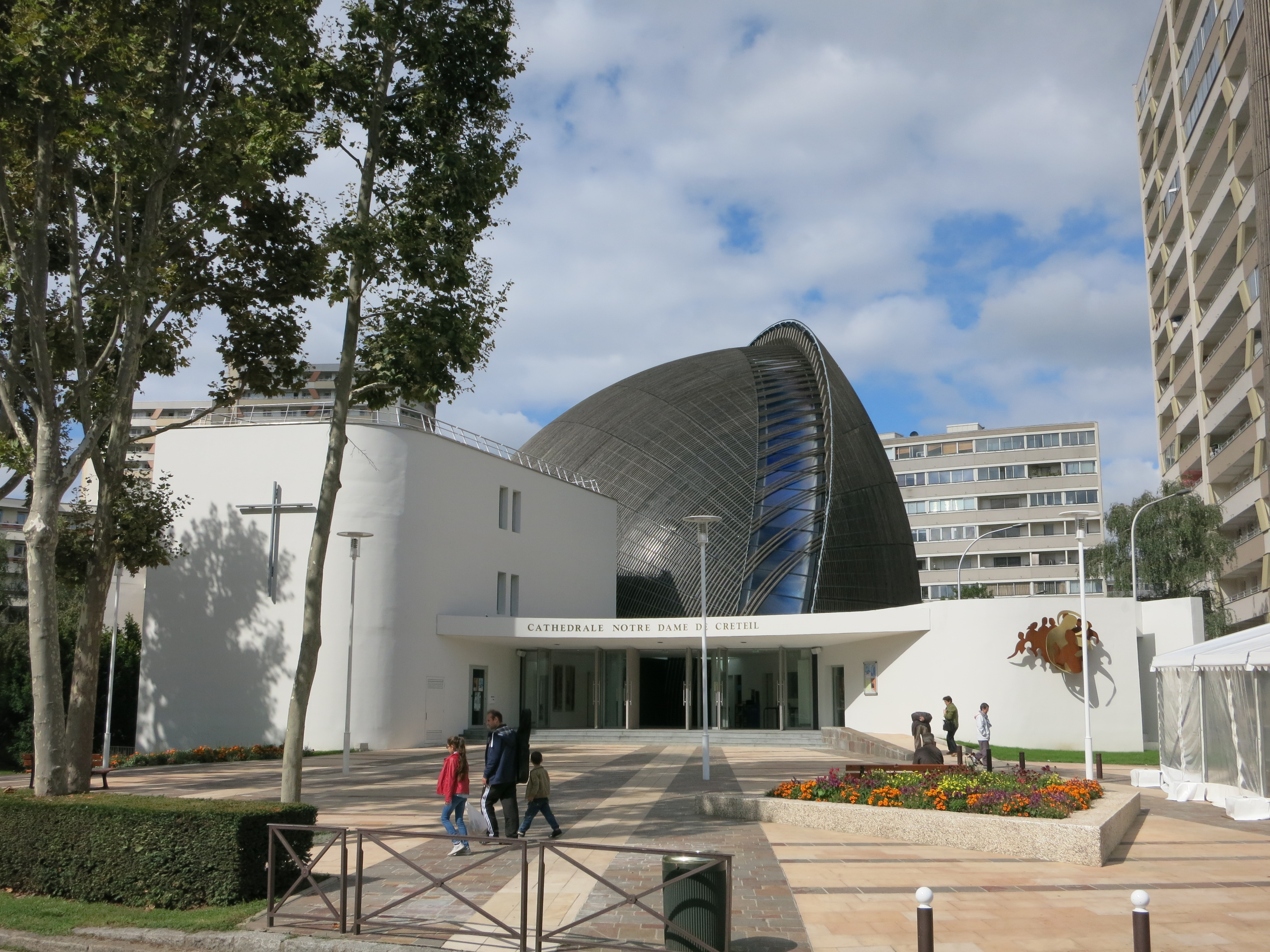
Kathedrale Notre-Dame de Créteil